# 425. strelska divizija (ZSSR)
425. strelska divizija (izvirno rusko 425. стрелковая дивизия; kratica 425. SD) je bila strelska divizija Rdeče armade v času druge svetovne vojne.

## Zgodovina
Divizija je bila ustanovljena 16. decembra 1941 v Južnouralskem vojaškem okrožju; 14. januarja 1942 so jo preimenovali v 200. strelsko divizijo.